# 박정희로
박정희로(朴正熙路, Parkchunghee-ro)는 대한민국의 경상북도 구미시 오태동에서 시작하여, 송정동을 거쳐 연결하는 도로이다. 도로 이름은 대한민국 건국자 중 한명인 박정희 대한민국 제5·6·7·8·9대 대통령에서 유래된 이름이다.

## 노선 경로
- (이름 없음) - 금오대로
- 사곡오거리 - 새마을로
- (이름 없음) - 백산로